# مانتیسلو (ایلینوی)
مانتیسلو، ایلینوی (به انگلیسی: Monticello, Illinois) یک شهر در ایالات متحده آمریکا با جمعیت ۵٬۱۳۸ نفر است که در ایلی‌نوی واقع شده‌است.